# Louey
Louey (okzitanisch: Luei) ist eine französische Gemeinde mit 1.106 Einwohnern (Stand: 1. Januar 2022) im Département Hautes-Pyrénées in der Region Okzitanien; sie gehört zum Arrondissement Tarbes und zum Kanton Ossun. Die Einwohner werden Loueyais genannt.

## Geografie
Louey liegt rund neun Kilometer südsüdwestlich des Stadtzentrums von Tarbes. Umgeben wird Louey von den Nachbargemeinden Juillan im Norden, Odos im Nordosten, Juillan im Osten, Saint-Martin im Südosten, Hibarette im Süden und Südosten, Bénac im Süden, Lanne im Süden und Südwesten sowie Ossun im Westen.
Im westlichen Gemeindegebiet liegt ein Teil des Flughafens Tarbes-Lourdes-Pyrénées.

## Bevölkerungsentwicklung
| Jahr                       | 1962 | 1968 | 1975 | 1982 | 1990 | 1999 | 2006 | 2013 |
| Einwohner                  | 447  | 439  | 433  | 787  | 779  | 912  | 966  | 975  |
| Quellen: Cassini und INSEE |      |      |      |      |      |      |      |      |

## Sehenswürdigkeiten

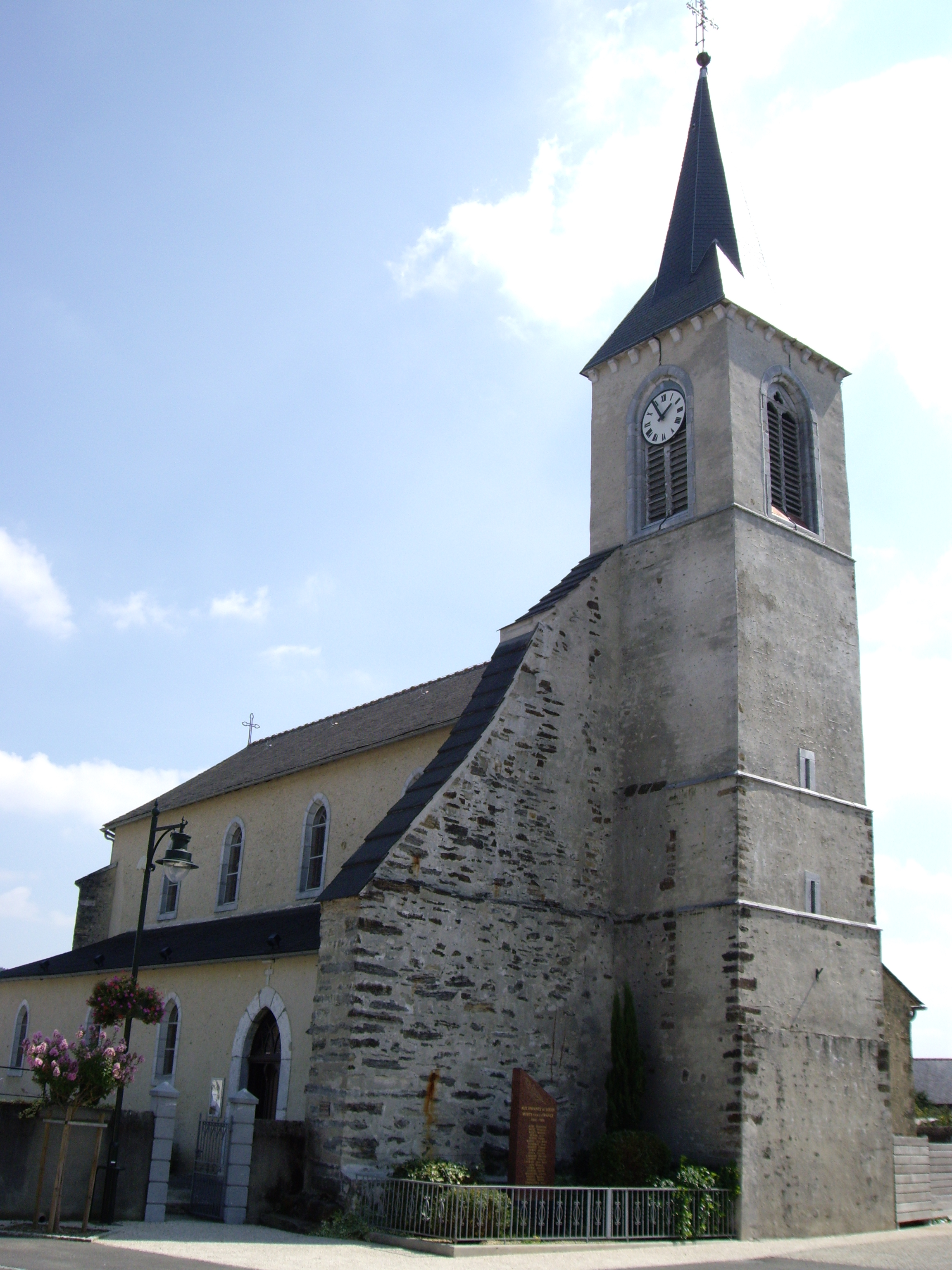
Kirche Saint-Saturnin

- Kirche Saint-Saturnin
- Höhle

## Persönlichkeiten
- Jacques Duclos (1896–1975), Politiker (PCF)
- Christian Leduc (1943–2019), Radrennfahrer